# Musique allemande
La musique allemande semble tout entière vouée à la musique classique, tant du point de vue vocal qu'instrumental, bien plus que ses voisines, les musiques suisse ou autrichienne qui ont su conserver un folklore très riche. Si les peuples germaniques ont une tradition musicale remontant très loin dans le temps, elle semble s'être affirmée davantage ici au sein de la rigueur et de la joie allemandes. On constate ainsi la quasi-absence de musique traditionnelle au profit d'une musique populaire plus « crue » (à danser) ou d'une forme plus savante (à méditer).
Au moins jusqu'à l'unité Allemande (vers 1860/1870), il n'y a pas véritablement de différence entre musiques autrichienne et allemande : la notion d'Allemagne est floue et recouvre surtout une réalité linguistique et culturelle. Pour la période antérieure, on se reportera donc également avec profit à l'article Musique autrichienne.

## Musique classique
L'Allemagne a été profuse non seulement pour les compositeurs, mais aussi pour les chanteurs (Dietrich Fischer-Dieskau, Fritz Wunderlich, Waltraud Meier, Elisabeth Schwarzkopf), les instrumentistes (Clara Schumann, Artur Schnabel, Wilhelm Kempff) ou les chefs d'orchestre (Hans von Bülow, Wilhelm Furtwängler, Eugen Jochum, Otto Klemperer, Bruno Walter).
Forte de sa richesse poétique, l'Allemagne est la terre d'élection du lied et de l'opéra dont le Festival de Bayreuth reste le témoin annuel. Parallèlement, la symphonie et le poème symphonique y ont trouvé leurs lettres de noblesse.

### Musique médiévale
La cour des seigneurs est le lieu où se développe la musique au Moyen Âge. Les Minnesänger, les ménestrels en allemand, puisent leur inspiration dans la poésie lyrique française ou allemande et interprètent leurs compositions de cour en cour. Les Meistersinger, littéralement les maîtres chanteurs, s'illustrent entre les XIVe et XVIe siècles. Ils s'organisent en corporation et introduisent la polyphonie ; Heinrich von Meissen et Hans Sachs en sont les représentants les plus connus. Il convient aussi de citer Hildegarde von Bingen, qui a composé de nombreux chants d'inspiration mystique, et Walther von der Vogelweide, qui a inspiré les Minnesänger et les Meistersinger.

### Musique de la Renaissance
Sous l'influence de l'école franco-flamande, la polyphonie allemande se développe dans la seconde moitié du XVe siècle avec les compositeurs Adam von Fulda et surtout Heinrich Finck, dont l'œuvre sera poursuivie par son principal élève, Thomas Stoltzer.
Au début du XVIe siècle, Heinrich Isaac, qui fait le lien entre les musiques allemande, flamande et italienne, occupe une place importante en Allemagne et, par la suite, Ludwig Senfl, son élève le plus doué, deviendra lui-même un compositeur de renom.
Dès les premiers temps de la Réforme, les chorals sont créés par Martin Luther pour le culte protestant et composés avec Johann Walther en allemand. Les chœurs liturgiques, à l'origine du lied et du singspiel, connaissent aussi des développements instrumentaux importants à travers la musique d'orgue, sous l'impulsion d'Arnolt Schlick, puis d'Elias Nicolaus Ammerbach et de la famille Praetorius. Ce mouvement de la Renaissance musicale allemande donnera naissance un peu plus tard aux écoles allemandes d'orgue, qui auront notamment pour chefs de file Dietrich Buxtehude et Johann Pachelbel.

### Musique baroque

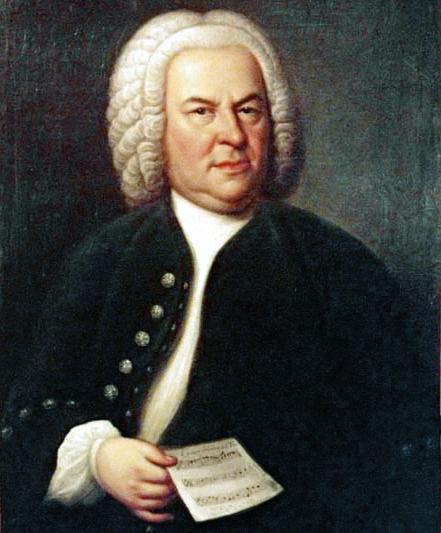
Jean-Sébastien Bach.

Au début du XVIIe siècle, Heinrich Schütz, qui fait le lien entre la Renaissance musicale et la musique baroque, compose le premier opéra allemand, Dafne, œuvre malheureusement perdue. Tout le long du XVIIe siècle, la musique allemande se libère des influences étrangères, notamment italiennes, à travers des compositeurs comme Johann Hermann Schein, Samuel Scheidt ou David Pohle.
À mesure que la musique s'émancipe de l'Église, le contrepoint sous les formes des toccatas et fugues prend un essor remarquable sous la plume des compositeurs allemands. Jean-Sébastien Bach, né en 1685 à Eisenach en Thuringe, est le maître de la forme pure. Compositeur prolifique de musique religieuse, sa musique n'a aucun rapport avec les mélodies populaires. Elle se caractérise par une forme pure et intériorisée. Le deuxième fils de Bach, Carl Philipp Emanuel Bach, sans doute le plus doué de ses enfants, donne son essor à la forme sonate. Son petit frère Jean Chrétien Bach contribue à la sortie de la musique de sa période baroque et aura une influence certaine sur le jeune Mozart.
La musique baroque doit aussi beaucoup à Georg Friedrich Haendel, né à Halle en 1685, mais dont la majeure partie de la carrière se déroula à Londres. On lui doit des œuvres aussi connues que Le Messie ou la Water Music. Georg Philipp Telemann, ami de Haendel, est influencé par les musiciens français et italiens. Il compose des œuvres de musique de chambre, des œuvres religieuses et des opéras.
Au milieu du XVIIIe siècle, l'École de Mannheim, sous l'impulsion du compositeur germano-tchèque Johann Stamitz, contribue à mettre au point la forme moderne de la symphonie. Influencé par cette école, Christoph Willibald Gluck écrit des opéras épurés. Il déchaîne à la fois l'enthousiasme et la fureur des partisans de l'opéra italien. On peut aussi citer les compositeurs Johann Adolf Hasse et Johann Joachim Quantz.

### Musique de la période classique

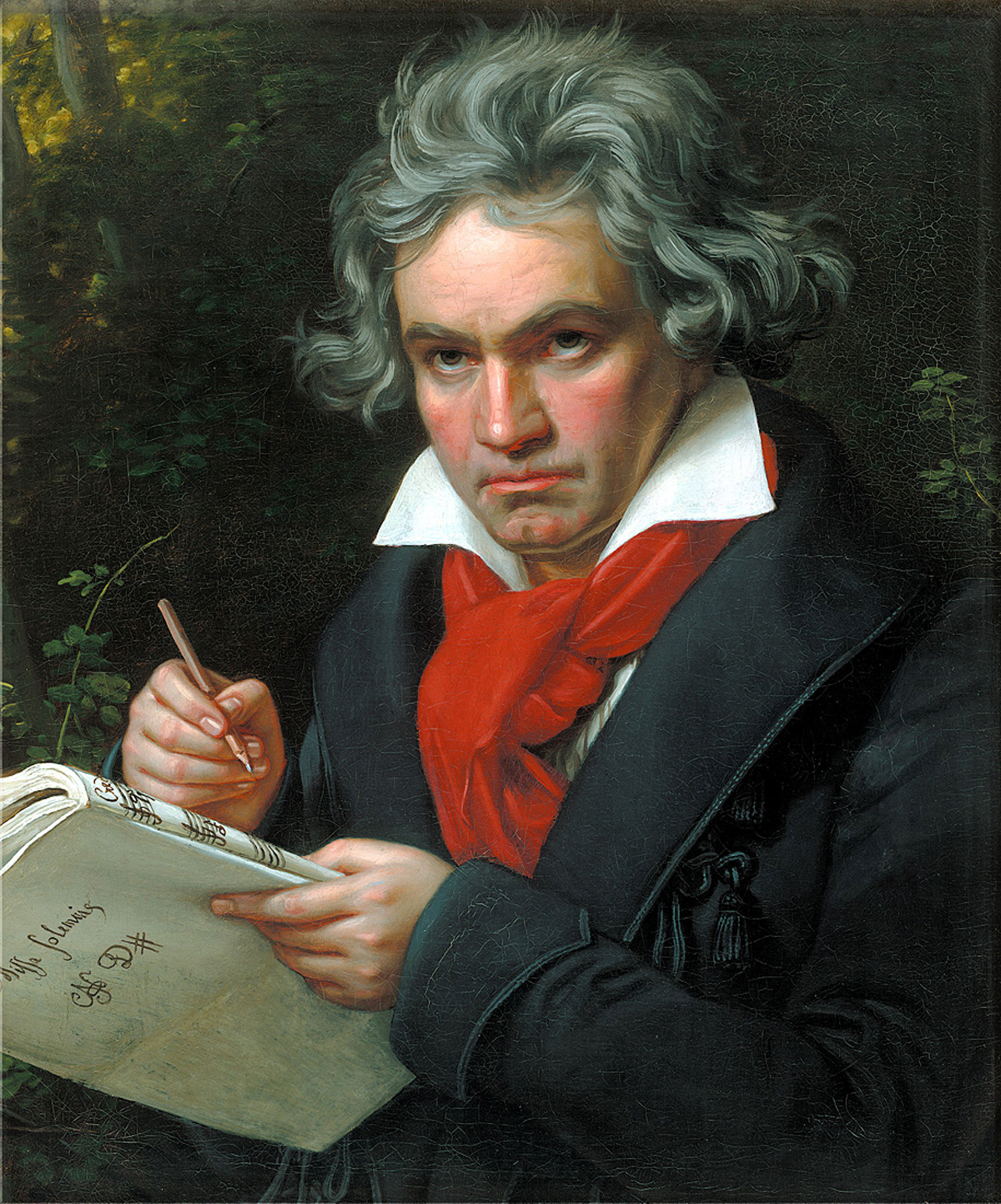
Ludwig van Beethoven.

L'expansion de la musique symphonique se fait tant dans l'orchestration que dans l'écriture de plus en plus complexe, et non plus mathématique mais, dramatique à la suite de l'influence du Sturm und Drang. Le piano vient incarner cette évolution. C'est l'époque où apparaissent des lieds et des opéras en allemand. À la fin du XVIIIe siècle, le classicisme viennois s'avère décisif pour fixer les différentes formes de la musique classique.
Ludwig van Beethoven est le seul compositeur né en Allemagne du nord des trois classiques de Vienne (Haydn, Mozart et Beethoven). Né en 1770 à Bonn, il invente un langage d'une grande expressivité qui contribue à dissoudre la rigueur formelle au profit du sentiment et de l'expression. En utilisant les dissonances notamment dans ses derniers quatuors, il manifeste son opposition aux normes classiques. Ses œuvres pour piano, ses symphonies, son unique opéra Fidelio restent des sommets de la musique classique. On peut aussi citer Johann Nepomuk Hummel, Ludwig Spohr.

### Musique romantique

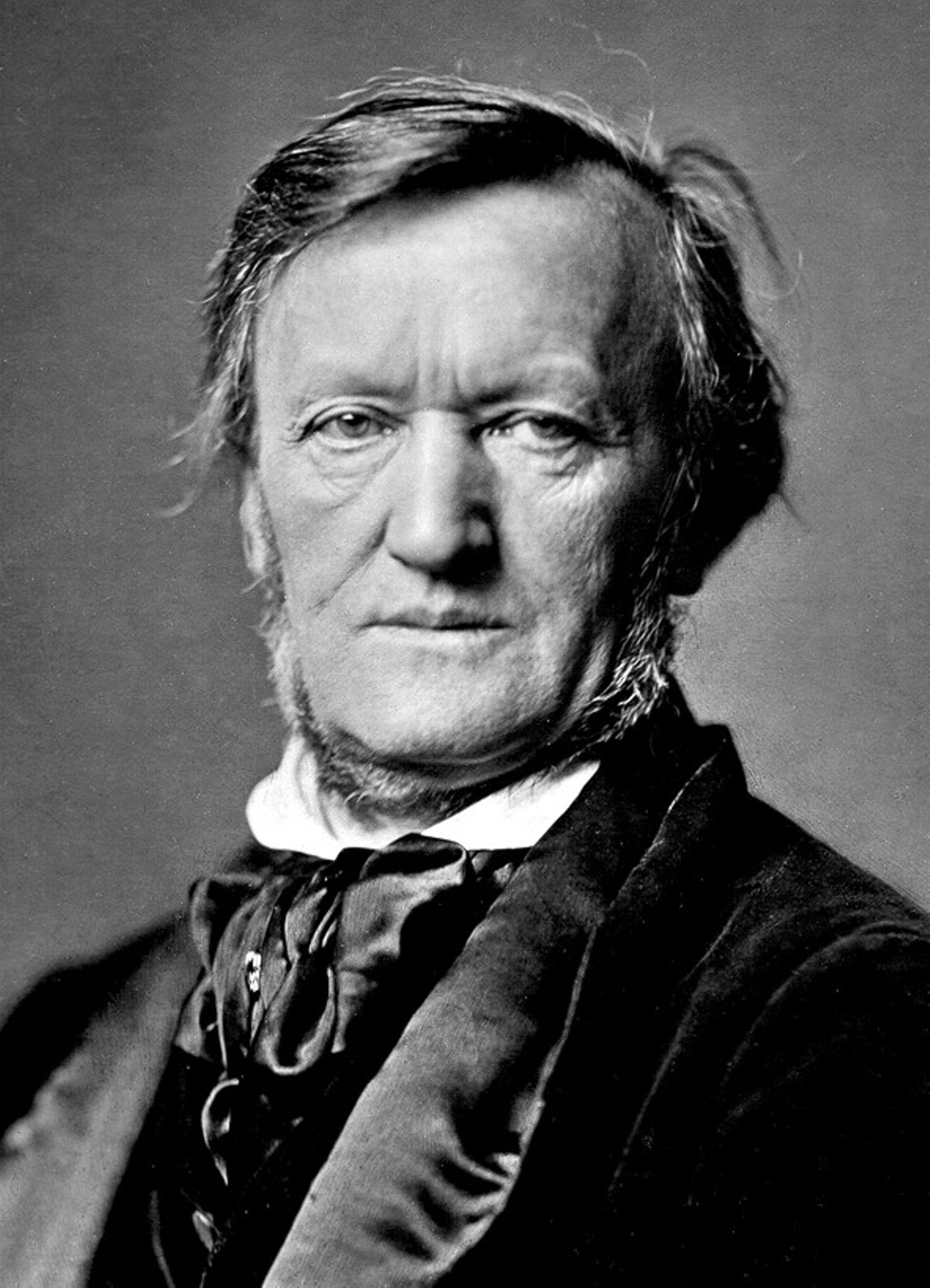
Richard Wagner.

Continuité du mouvement précédent, le romantisme porte à la gloire la musique allemande qui devient « universelle » ou un « pléonasme ». Du concerto au lied, de la symphonie à l'opéra, la musique se nationalise et se développe encore de manière qualitative et quantitative. Prestige et rivalité y sont autant personnel que national.
La première partie du XIXe siècle voit s'épanouir la musique romantique. Carl Maria von Weber écrit le premier opéra romantique allemand, le Freischütz. Felix Mendelssohn est un musicien classique par la clarté de son écriture, mais un romantique par l'inquiétude de son inspiration. Robert Schumann, célèbre pour ses œuvres pour piano et ses lieder, est nourri de tradition germanique. Johannes Brahms, proche des Schumann, incarne le romantisme allemand introverti. Richard Wagner renouvelle le genre de l'opéra, en le concevant comme un art total. La musique est au service du drame ; elle doit créer un climat, d'où l'importance de l'orchestration. Le sommet de son œuvre est la Tétralogie, un cycle de quatre opéras, fruit de vingt-deux ans de travail.
On peut également citer Max Bruch, Josef Rheinberger, Engelbert Humperdinck, Carl Reinecke ou Max Reger qui s'inscrivent dans une certaine tradition musicale allemande (importance de la musique d'orgue et du genre symphonique), tout en approfondissant le style de la musique romantique.
À cheval sur deux siècles, Richard Strauss, qui apparaît comme un romantique tardif, excelle dans le poème symphonique, le lied et surtout l'opéra.

### Musique moderne
Au lendemain de la Grande guerre et sous la République de Weimar, la musique moderne prend son essor en suivant deux courants distincts : le "motorisme" incarné par Paul Hindemith et un modernisme plus engagé qu'incarne notamment Kurt Weill, sous l'influence de Bertolt Brecht. D'abord attiré par la musique atonale, Weill est influencé par le jazz et revient finalement à la musique tonale.
Avec l'arrivée au pouvoir d'Adolf Hitler, s'ouvre une période critique où les musiciens et compositeurs doivent faire face à un régime qui entend à la fois régenter la musique, à travers des institutions officielles comme la Chambre de la musique du Reich (Reichsmusikkammer), et promouvoir la tradition allemande contre une certaine modernité jugée « dégénérée » (Entartete Musik) ou « non aryenne ».
Les compositeurs allemands et autrichiens -travaillant en Allemagne ou allemands après l'Anschluss en 1938- se partagent entre ceux qui, proscrits ou récalcitrants, prennent le chemin de l'exil (Arnold Schönberg, Hanns Eisler, Kurt Weill, Paul Dessau, Ernst Toch, Alexander von Zemlinsky, Erwin Schulhoff, Ernst Křenek) ou choisissent l'exil intérieur (Karl Amadeus Hartmann, Boris Blacher, Hugo Distler, Anton Webern) et ceux qui, par conviction ou opportunisme, acceptent de collaborer avec le nouveau régime (Richard Strauss, Carl Orff, Werner Egk, Hans Pfitzner, Wolfgang Fortner, Rudolf Wagner-Régeny (de) ou même Paul Hindemith jusqu'en 1938).
Durant cette période, le patrimoine musical souffre d'une récupération par le pouvoir nazi (voir l'admiration de Hitler pour Richard Wagner et Anton Bruckner) et l'inventivité qui caractérisait la musique allemande durant la période précédente est déclinante. Toutefois, une certaine modernité se retrouve dans les sonorités percutantes des œuvres composées sous le Troisième Reich par Carl Orff ou encore son disciple Werner Egk, dont la musique laisse entrevoir également l'influence d'Igor Stravinsky.

### Musique contemporaine
La période qui s'ouvre au lendemain de la Guerre voit l'arrivée des instruments électroniques et l'abandon de toutes les formes établies jusque-là. L'inventivité est déterminante et se rapproche par son matériel, sinon par sa forme, de la musique populaire.
Le festival international de musique de Darmstadt, créé en 1946 par Wolfgang Steinecke (de), joue un rôle important pour le développement de la musique sérielle en Allemagne. Par ailleurs, un important foyer pour la musique électroacoustique se développe à Cologne sous l'impulsion de Herbert Eimert, qui crée en 1951 un studio de musique électronique au sein de la WDR (Westdeutscher Rundfunk).
Parmi les compositeurs les plus marquants de la période, il convient de citer Hans Werner Henze, Helmut Lachenmann, Aribert Reimann, Karlheinz Stockhausen ou encore Bernd Alois Zimmermann.

## Musique traditionnelle

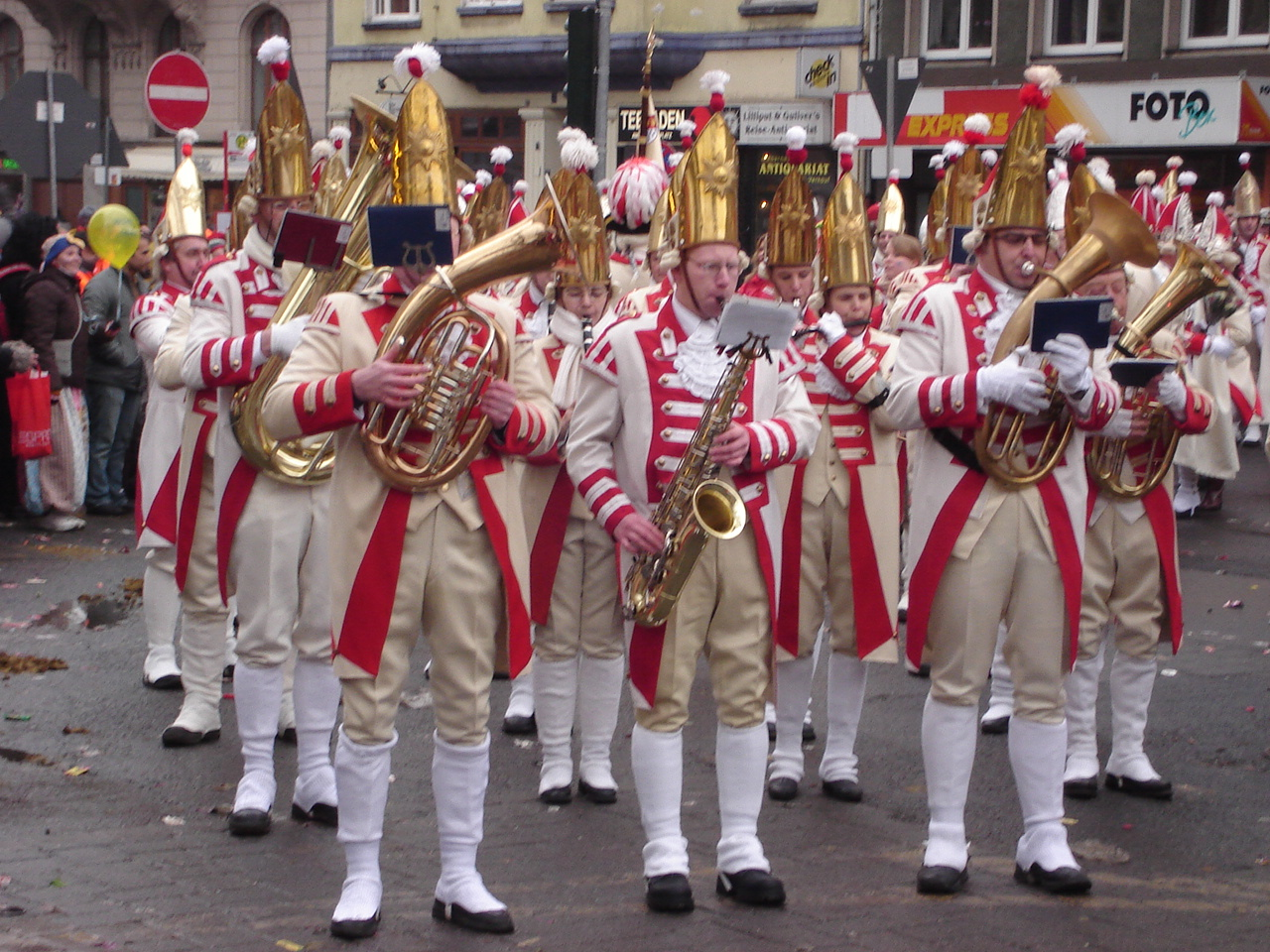
Guggenmusik

La musique folklorique a évolué avec l'introduction de la Réforme protestante de Martin Luther et la naissance du choral, genre musical proprement luthérien, qui finit par influencer toute la musique populaire et qui marque aussi la naissance d'une musique spécifiquement germanique, libérée des influences françaises et italiennes.
Les cantiques et les chants de Noël (Weihnachtslieder) sont toujours très en vogue.

### Musique de carnaval
Il existe une très ancienne tradition de carnaval en Allemagne (Cologne, Mayence) qui a toujours été l'occasion d'un déferlement sonore cacophonique, mais qui s'est organisée peu à peu en petite formation du genre Guggenmusik (ensemble de fifres et de percussions) ou Trachtenkapelle (orchestre d'harmonie où les cuivres remplacent les fifres). On peut encore rapprocher ces ensembles du brass band (ensemble de cuivres et de percussions, dans les pays anglo-saxons). Par ex. : Guggenmusik.

### Musique bavaroise
Cette région montagneuse a su conserver des traditions musicales pastorales communes aux autres pays alpins. Dans les milieux urbains est née une musique orchestrale conviviale autour des Biergarten (litt. « jardin de bière », ou brasserie découverte) ; chaque brasseur a son ensemble attitré qui assure l'ambiance.
- Volkstümliche Musik, appellation générique de la musique traditionnelle, par différenciation de Volksmusik qui est la musique populaire
- Anklopfelweise, chant de quête de l'Avent
- Boarische, danse locale
- Gstanzl, court chant satirique réservé aux hommes et parfois dansé sur un ländler (ou laendler)
- Ländler, danse traditionnelle des pays germaniques, à l'origine de la valse à la fin du XVIIIe et au début du XIXe siècles
- Oompah ou blossmusik, musique de fanfare avec des cuivres essentiellement
- Schuhplattler,  danse locale, avec un jeu de mains aux pieds
- Stubenmusik, musique d'ambiance avec cuivres, accordéon, cordes et chant
- Yodel (Jodel, en allemand), chant typique des régions alpines

## Musique populaire
La musique populaire est très variée et très prisée par les Allemands festifs. Sans vouloir entrer dans un conflit de culture, ils ont su développer une musique « germanique » moderne ou actuelle qui sait s'adresser à toutes les couches de la société.

### Cabaret
Hérité de la France, pendant l'entre-deux-guerres, dans les milieux urbains, le cabaret s'est fortement développé sous l'influence de Bertolt Brecht avec des artistes tels Marlene Dietrich ou Karl Valentin. Il fut « éradiqué » par les nazis.

### Schlager
Le schlager est un mélange de variété et de folklore, c'est la musique populaire, retransmise quotidiennement sur les chaînes de télévision allemandes (Hit-parade) et dansée aux quatre coins du pays.

### Rock allemand
Le rock allemand a su éclipser les Anglo-Saxons en Allemagne. Appelé aussi Kosmische Musik (« musique cosmique »), il s'inscrit dans la lignée progressive (Can, Amon Düül, Popol Vuh, Tangerine Dream, Ash Ra Tempel) et fut un élément moteur de la musique électronique (Kraftwerk) avant-gardiste des années 1970. En 1972 est fondé le groupe Scorpions qui fera de l'Allemagne une nation importante pour le hard rock. Plus tard, des groupes comme Accept et Helloween amplifièrent le succès des metalleux allemands lors des nombreux festivals de heavy metal comme le Wacken Open Air, plus grand festival du genre au monde. Parallèlement, des chanteuses au style prononcé parviennent à tracer un chemin particulier (Nico, Nina Hagen).
À la fin des années 1960, le premier tube international natif de la RFA, The Witch, interprété par les Rattles parvient à la seconde place du top anglais. Le style est baba, le son proche des Rolling Stones, les textes sont écrits en anglais. Seule originalité : le titre est bercé par les rires hystériques d’une sorcière.
Dans le Hamburger Schule, on peut citer Tocotronic, Blumfeld, et Kettcar. Dans le krautrock, on compte notamment : Faust, Neu!, Ton Steine Scherben, Amon Düül, Kraan, Tangerine Dream, et Kraftwerk. Dans le Neue Deutsche Härte, Rammstein, Oomph!, Unheilig, et dans le Neue Deutsche Welle : Nena, Hubert Kah, Peter Schilling, Trio, Extrabreit, Joachim Witt, DAF, Ideal, Münchener Freiheit, et Spider Murphy Gang. Tokio Hotel dait partie de la catégorie pop rock allemande.

### Electro et techno
L'Allemagne compte de nombreux groupes et artistes des scènes electro et techno. Les pionniers comprennent : Karlheinz Stockhausen, Klaus Schulze (École de Berlin), Kraftwerk, et Tangerine Dream. Les contemporains comprennent : 2raumwohnung, Alle Farben, Blank and Jones, Booka Shade, Boys Noize, Digitalism, Ellen Allien, Kai Tracid, Marc Acardipane, Members of Maydays, Modeselektor, Moguai, Mono für Alle!, Mousse T., Paul Kalkbrenner, Paul van Dyk, Robin Schulz, Schiller, Scooter, Snap!, The Disco Boys, Tiefschwarz, Tomcraft, et Westbam.

## Instruments de musique

### Vents

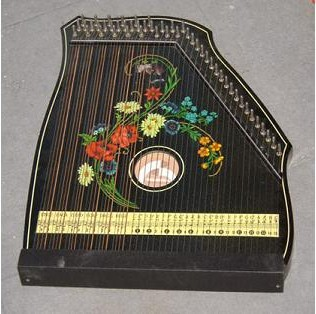
Zither.

- Accordéon
- Cor des Alpes
- Bandonéon
- Harmonica
- Hümmelchen
- Concertina
- Marktsackpfeife
- German Smallpipe
- Guimbarde
- Middewinterhorn
- Raffele
- Fifre
- Steirische Harmonika

### Cordes

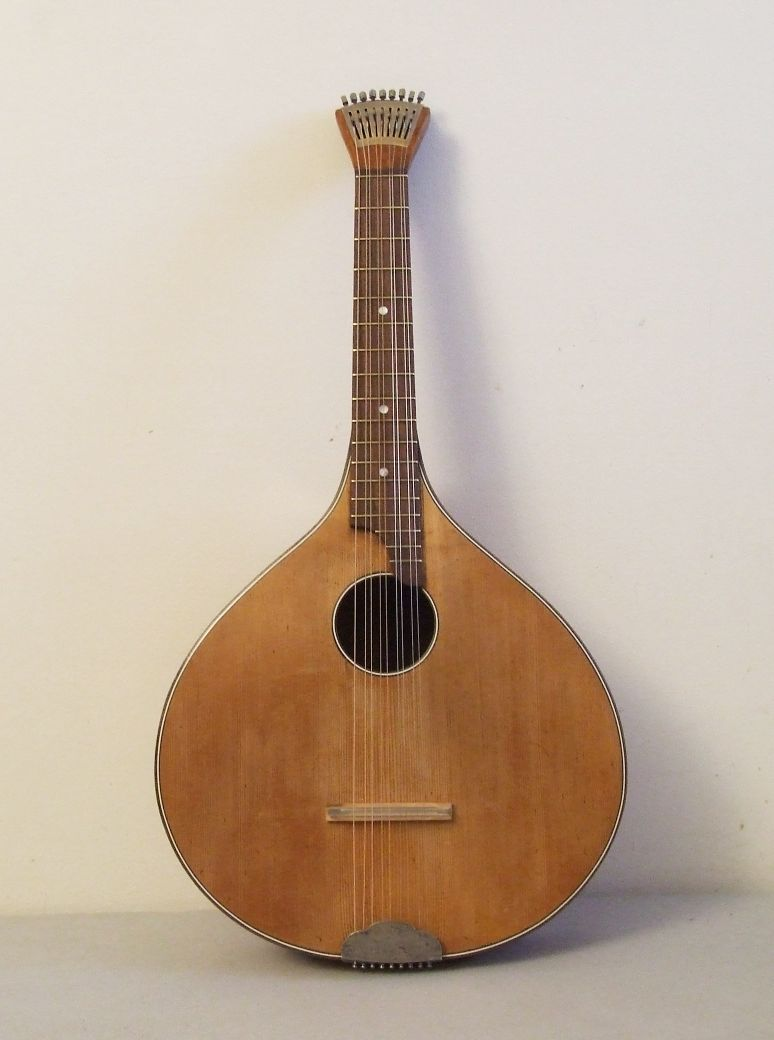
Zistern waldzither

- Cistre
- Cithare
- Gitarrenlaute
- Hackbrett
- Scheitholt
- Stössel

### Percussions
- Cloche
- Glockenspiel
- Klapper
- Raspel
- Ratsche
- Tambour à friction
- Waldteufel